# Quốc lộ 15
Quốc lộ 15 (còn gọi là Quốc lộ 15A) là là tuyến quốc lộ thứ yếu khu vực miền Trung và Tây Nguyên đi qua 5 tỉnh: Hòa Bình, Thanh Hóa, Nghệ An, Hà Tĩnh, Quảng Bình theo quy hoạch mạng lưới đường bộ thời kì 2021-2030, tầm nhìn đến 2050 của chính phủ . Quốc lộ 15 dài 729  km, quy mô tiêu chuẩn cấp III, IV miền núi, 2 làn xe, vận tốc tối đa 60 km/h.

## Lộ trình
Quốc lộ 15 bắt đầu từ Km125 Quốc lộ 6, xã Tòng Đậu, huyện Mai Châu, tỉnh Hòa Bình đến Sơn Thủy, Lệ Thủy, Quảng Bình Trước năm 1980, Quốc lộ 15A bắt đầu từ Suối Rút nối với Quốc lộ 6 cũ, khi bắt đầu xây dựng hồ thủy điện Sông Đà đoạn này bị ngập dưới lòng hồ và Quốc lộ 6 phải xây dựng lại về phía nam hồ do đó Quốc lộ 15A mới bắt đầu từ Tòng Đậu.
Nếu Quốc lộ 1 nối các thị xã của các tỉnh với nhau, thì Quốc lộ 15A chạy gần song song với Quốc lộ 1 và nối các thị trấn miền núi dưới đây với nhau. Quốc lộ 15 đi qua các huyện sau: Mai Châu – Quan Hóa - Lang Chánh - Ngọc Lặc - Thọ Xuân - Như Xuân - Tân Kỳ - Đô Lương - Nam Đàn - Đức Thọ - Can Lộc - Hương Khê - Bố Trạch - Lệ Thủy. Hầu hết các thị trấn huyện lỵ của các huyện nói trên đều nằm trên Quốc lộ 15.

## Thông số chung
- Tổng chiều dài 401 km;
- Mặt đường rộng từ 4 m đến 5 m, được rải nhựa thấm nhập hoặc bê tông at-phan. Chạy qua vùng rừng núi, nhiều đèo, dân cư thưa thớt.
- Trên đường có 107 cầu (tải trọng từ 8 tấn đến 30 tấn), có 33 ngầm và đập tràn;
- Đây là nền móng của phần lớn đường Hồ Chí Minh và đường Hồ Chí Minh đông đang được nâng cấp giai đoạn 1.